# Брикуля
Брику́ля — село в Україні, у Ленковецькій сільській територіальній громаді Шепетівського району Хмельницької області. Населення становить 212 особи.
Село Брикуля Шепетівського району Хмельницької області розташоване на теренах північної Хмельниччини. 

## Історія
Засновано в XVI столітті. До кінця ХІХ ст. село Брикуля було центром Сульжинської волості Ізяславського повіту Волинської губернії. В селі на той час були каплиця, постоялий будинок, водяний млин, вітряк.
До 1912 року в селі проживав депутат третьої Державної думи Російської імперії лікар Клопотович В. Ф., який багато матеріально допомагав людям, безкоштовно їх лікував. В 50-70-х роках XX століття в селі була лікарня та семирічна школа.
7 (20) листопада 1917 року, відповідно до Третього Універсалу Української Центральної Ради, увійшло до складу Української Народної Республіки.

## Цікавий факт
У книзі Олександра Цинкаловського «Стара Волинь і Волинське Полісся» про цей населений пункт зазначено: 
| | \| БРИКУЛЯ, с. над річкою Мухавкою (притокою Гомори), Заславський пов., Сульжинська вол., 24 км. від Заслава. В кінці 19 ст. було там 63 дом. і 591 жит., паровий млин і вітряк. Колись село належало до Освіцімської з Дедержалів, пізніше до Микулича — маршала волинської шляхти, а від нього перейшло до Яловицької Софії. З згідно з переписом 1911 р. Яловицька мала там 691 дес. Крім того до неї належав млин (25,000 пудів перемолу річно). Волинське земство мало тут станцію випозичування сільсько-господарських машин. .[2] \| |
| БРИКУЛЯ, с. над річкою Мухавкою (притокою Гомори), Заславський пов., Сульжинська вол., 24 км. від Заслава. В кінці 19 ст. було там 63 дом. і 591 жит., паровий млин і вітряк. Колись село належало до Освіцімської з Дедержалів, пізніше до Микулича — маршала волинської шляхти, а від нього перейшло до Яловицької Софії. З згідно з переписом 1911 р. Яловицька мала там 691 дес. Крім того до неї належав млин (25,000 пудів перемолу річно). Волинське земство мало тут станцію випозичування сільсько-господарських машин. . | |

## Галерея

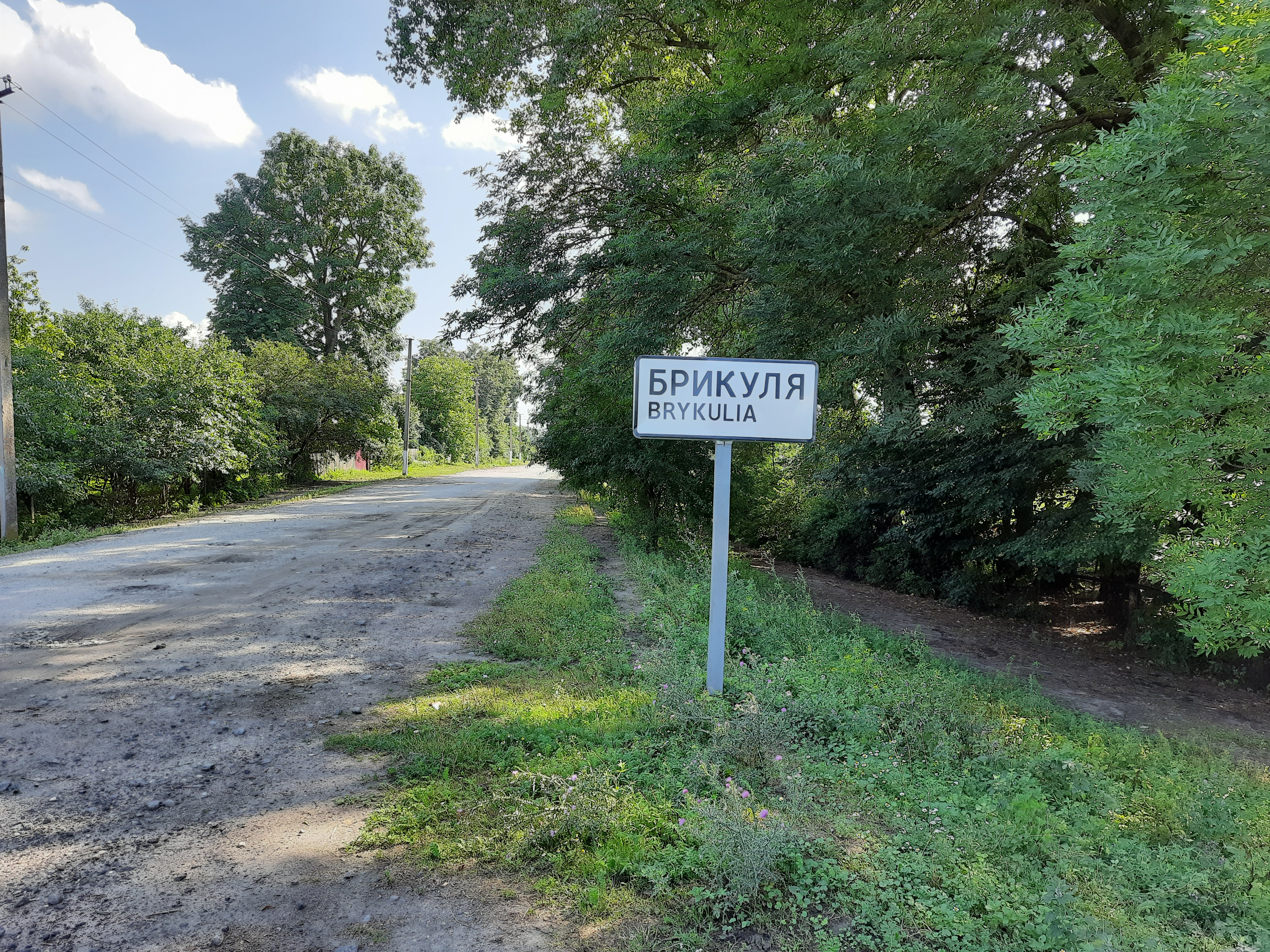
Дорожній знак при в'їзді в село
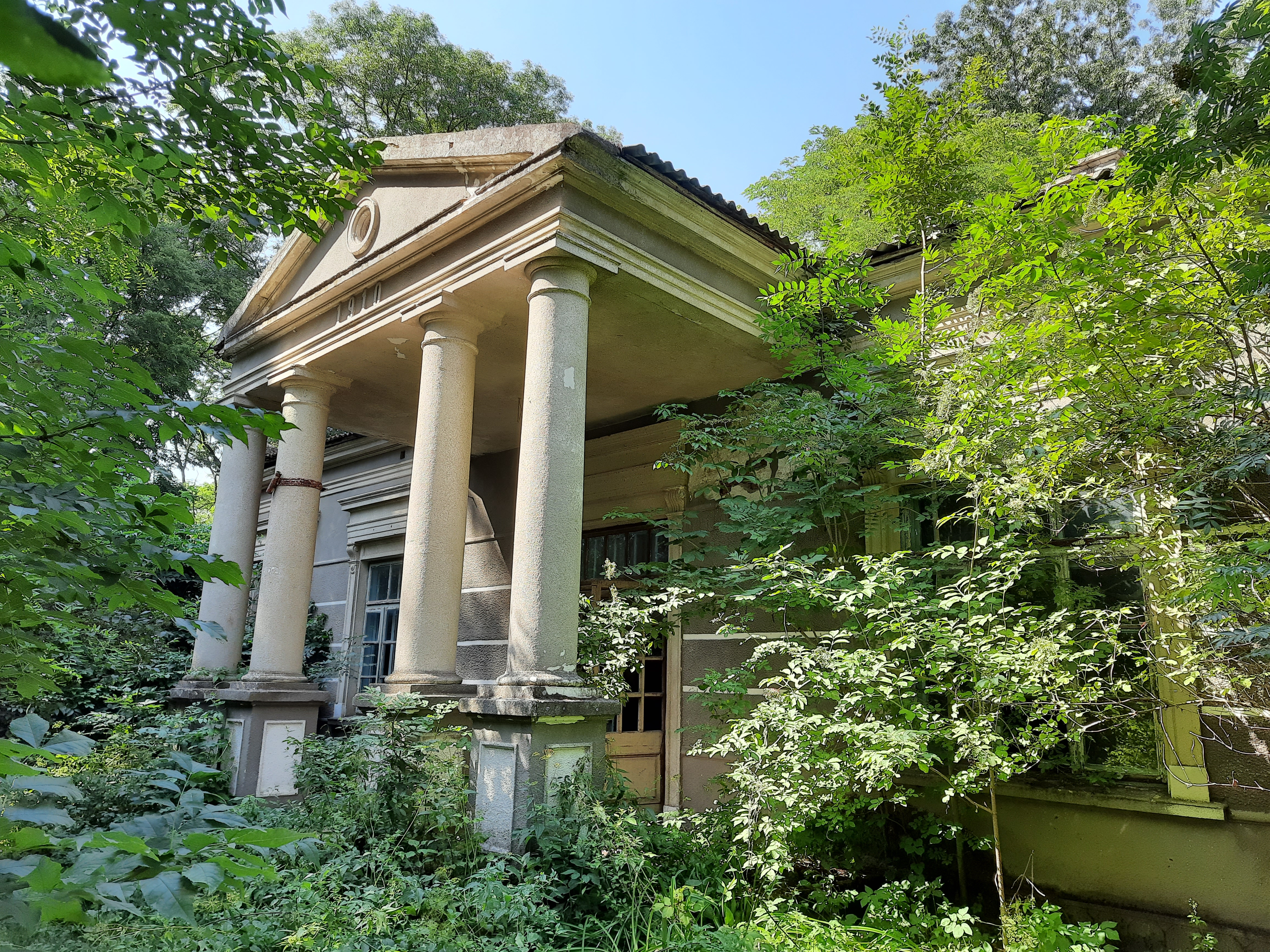
Колишній маєток Клипотовичів
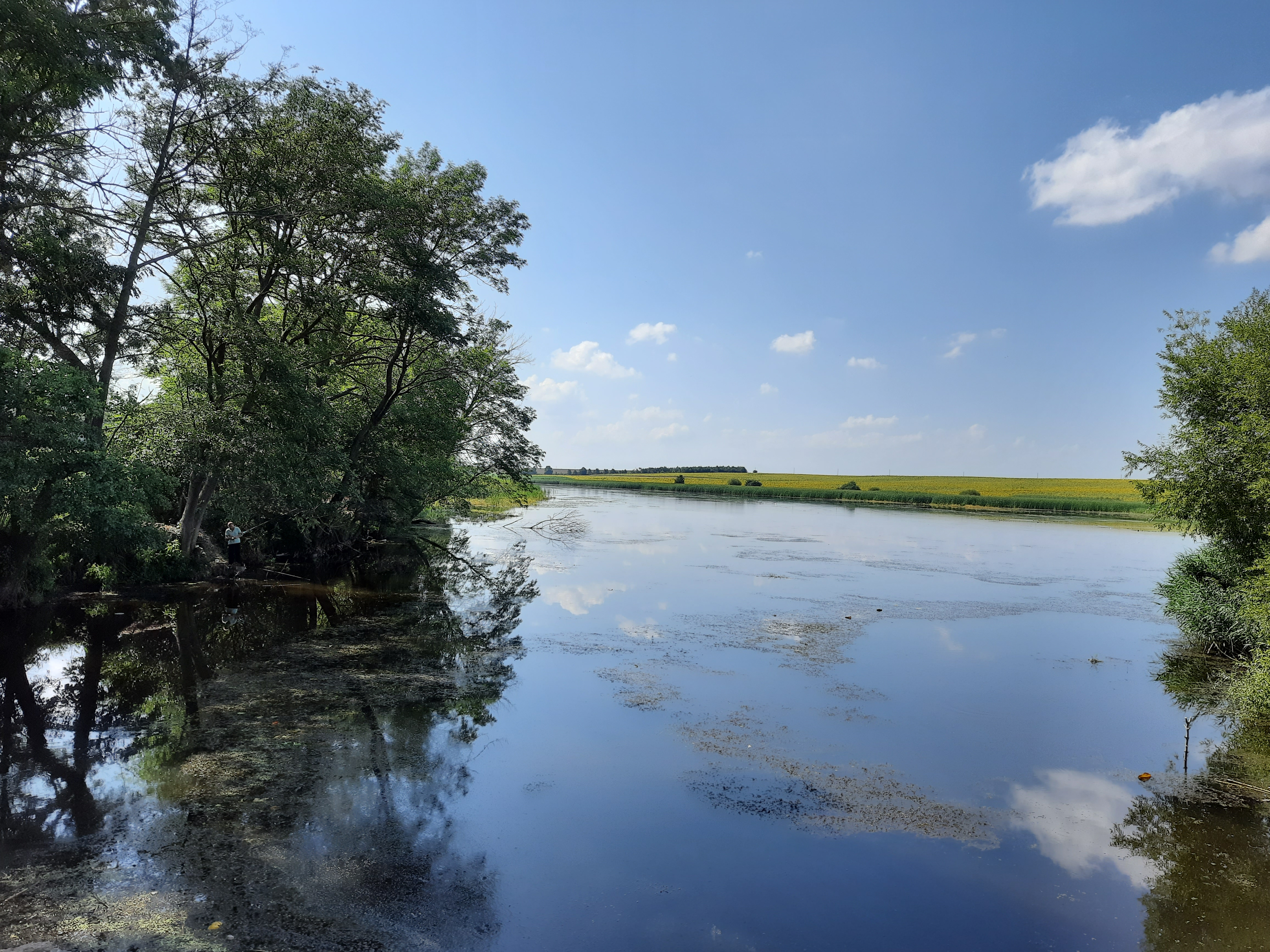
Став біля села